# ابدالانلی
ابدالانلی (ترکی آذربایجانی: Abdalanlı) یک منطقهٔ مسکونی در جمهوری آرتساخ است که در استان کاشاتاق واقع شده‌است.